# Jens Martens
Jens Martens (* 24. Oktober 1955 in Süderau-Steinburg) ist ein deutscher Fußballtrainer.

## Werdegang
In seiner Jugend spielte Martens beim VfR Horst, ehe er sich dem Itzehoer SV in der damals drittklassigen Oberliga Nord anschloss. Nach dem Abstieg der Itzehoer 1981 blieb der Abwehrspieler in der Oberliga und wechselte zum Ligakonkurrenten VfB Lübeck, bei dem er auch Mannschaftskapitän wurde. 1983 stieg er mit der Mannschaft in die Verbandsliga ab. In vier Jahren in Lübeck bestritt er insgesamt 129 Pflichtspiele, in denen ihm elf Tore gelangen. 1985 kehrte er zum Itzehoer SV zurück, der ebenfalls in der viertklassigen Verbandsliga antrat. Ab 1987 übernahm er dort als Spielertrainer auch das Traineramt. Parallel zu seiner Spielerkarriere absolvierte er ein Lehramtsstudium und war später hauptberuflich als Gymnasiallehrer tätig. 1988 erwarb er zudem die Trainerlizenz als Fußballlehrer (UEFA-Pro-Lizenz).
Ab 1989 war er sechs Jahre lang Trainer des Bramstedter TS, mit dem er aus der Bezirksliga zweimal bis in die Schleswig-Holstein-Liga aufstieg. Im Oktober 1995 wurde er neuer Trainer von Holstein Kiel in der drittklassigen Regionalliga Nord, stieg mit der Mannschaft 1996 jedoch knapp in die Oberliga ab. Nach dem sechsten Tabellenplatz dort in der anschließenden Saison 1996/97 trennte sich der Verein im Sommer 1997 von ihm.
Zur Saison 1997/98 verpflichtete der Hamburger SV Martens für seine Frauenmannschaft, die in die Bundesliga aufgestiegen war. Nach einjähriger Zugehörigkeit stieg das Team am Saisonende jedoch abgeschlagen als Tabellenletzter wieder in die zweitklassige Regionalliga Nord ab. Dort schloss die Mannschaft unter seiner Führung in den folgenden Spielzeiten drei Mal hintereinander die Liga jeweils auf dem ersten Tabellenplatz ab, scheiterte jedoch 1999 und 2000 zunächst noch in den anschließenden Aufstiegsspielen; im dritten Versuch erreichte die Mannschaft 2001 schließlich den Wiederaufstieg und kehrte in die Bundesliga zurück.
Nach dem Aufstieg verließ Martens den HSV im Sommer 2001 und wechselte in den Männer-Amateurbereich zurück, wo er Anfang 2002 den fünftklassigen Verbandsligisten TuS Holstein Quickborn übernahm. Ab Sommer 2003 war er mehr als zwölf Jahre lang bis März 2016 Trainer des SV Henstedt-Ulzburg, mit dem er 2006 in die viertklassige Oberliga aufstieg und dort in den folgenden Jahren (mit einjähriger Unterbrechung 2013/14 in der Verbandsliga) jeweils den Klassenerhalt erreichte. Nach eineinhalbjähriger Pause wurde er im Dezember 2017 im Jugendbereich von Eintracht Norderstedt Trainer der A-Jugend. Im April 2019 berief ihn der Verein zum neuen Cheftrainer der abstiegsbedrohten ersten Mannschaft in der nun viertklassigen Regionalliga Nord, mit der er bis zum Saisonende den Klassenerhalt erreichte. Ab August 2019 bildete er mit seinem bisherigen Co-Trainer Olufemi Smith ein gleichberechtigtes Trainerduo und gewann mit der Mannschaft 2020 den Hamburger Pokal. Mit Auslaufen seines Vertrags verließ Martens den Verein im Sommer 2022 und wurde stattdessen Sportchef beim Oberligisten SV Todesfelde.
Ende März 2024 übernahm Martens die Profimannschaft des VfB Lübeck, die in der 3. Liga nach dem 30. Spieltag der Saison 2023/24 mit 26 Punkten auf dem 19. Platz stand und sechs Punkte Rückstand auf einen Nicht-Abstiegsplatz hatte. Der 68-Jährige unterschrieb einen Vertrag bis zum Saisonende und wurde vom Co-Trainer Bastian Reinhardt unterstützt, der im vorherigen Spiel Interimstrainer gewesen war, die Mannschaft aufgrund einer fehlenden Pro-Lizenz aber nicht länger hauptverantwortlich trainieren durfte. Bei seinem bisherigen Verein SV Todesfelde fungierte Martens daneben weiterhin als Berater. Unter dem Duo Martens und Reinhardt holten die Lübecker in den acht Spielen bis zum Saisonende sechs Punkte und beendeten die Saison auf dem 19. Tabellenplatz, wobei der Abstieg der Lübecker in die Regionalliga Nord bereits am viertletzten Spieltag vor dem Saisonende feststand. Anschließend verließ Martens den Verein mit seinem Vertragsende. Bei seinem anderen Verein, dem SV Todesfelde, beendete er nach dem erreichten Aufstieg in die Regionalliga Nord zum Saisonende ebenfalls seine Tätigkeit.

## Titel
- Hamburger Pokalsieger: 2020 (Eintracht Norderstedt)